# Franz von le Noble
Franz von le Noble (* 4. Oktober 1707 in Saarlouis; † 5. Februar 1772 in Glatz, Grafschaft Glatz) war ein preußischer Oberst und Chef des Garnisonsregiments Nr. 8.

## Leben
Noble war zunächst in französischen Diensten, wo er bis zum Leutnant aufstieg, wechselte dann in pfälzische, wo er es bis zum Hauptmann brachte. Dann ging er in österreichische Dienste, wo er zum Rittmeister avancierte. Mit Beginn des Siebenjährigen Krieges kam er in preußische Dienste. Dort erhielt er die Erlaubnis, ein Freibataillon zu errichten; dazu wurde ihm als Werbebereich Naumburg angewiesen. Er wurde am 13. November 1757 Oberst, kämpfte sehr erfolgreich, bis er 1760 in Gefangenschaft geriet und erst am Ende des Krieges wieder freigelassen wurde. Der preußische König Friedrich II. muss aber mit ihm zufrieden gewesen sein, denn er wurde trotz der Gefangenschaft übernommen. Noble wurde Chef des Garnisonsregiments Nr. 8, das sich aus seinem Bataillon, zweien des Freikorps „von Wunsch“ und einem des Freikorps „Lüderitz“ formierte.
In einem der Pfeiler der Pfarrkirche Mariä Himmelfahrt von Glatz wurde ein Gedenkstein mit lateinischer Inschrift gesetzt.